# الأوبرا الفرنسية

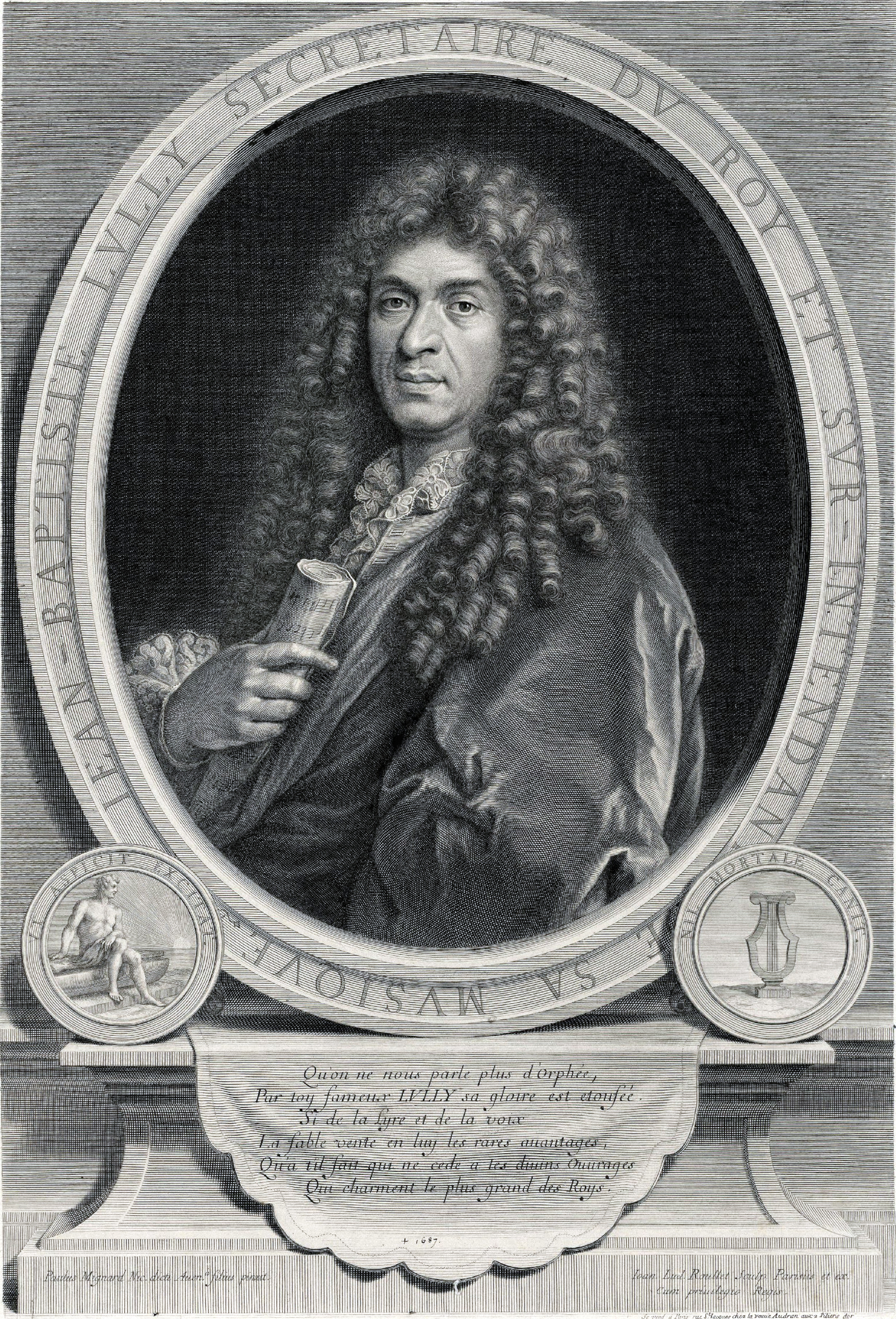
جان باتيست لولي, المُلقّب بـ«أب الأوبرا الفرنسية»

تعتبر الأوبرا الفرنسية من أهم التقاليد الأوبرا في أوروبا، إذ تضم أعمال مؤلفين موسيقيين مهمين على غرار رامو وبيرليوز وجونو وبيزيه وماسينيه وديبوسي ورافيل وبولنك ومسيان. لعب العديد من المؤلفين المولودين في خارج فرنسا دورًا في التقاليد الفرنسية أيضًا، بما في ذلك لولي وغلوك وسالييري وتشيروبيني وسبونتيني ومايربير وروسيني ودونيزيتي وفيردي وأوفنباخ.
بدأت الأوبرا الفرنسية في بلاط لويس الرابع عشر ملك فرنسا مع أوبرا كادميس إت هيرموني (1673)  الخاصة بجان بابتيست لولي، على الرغم من وجود تجارب أوبرالية مختلفة من قبل ذلك، وعلى وجه التحديد أوبرا بوموني لروبرت كامبرت. كتب لولي ومؤلف النص الخاص به، كينولت، أوبرا تراجيدي إن ميوزيك، وهي أوبرا برزت فيها موسيقى الرقص والكورال بشكل خاص. كان أهم خلف للولي هو رامو. بعد وفاة رامو، أنتج الألماني كريستوف فيليبالد غلوك ست مقطوعات أوبرا للمرحلة الباريسية في سبعينات القرن الثامن عشر. تظهر هذه المقطوعات تأثير رامو، ولكن بشكل مبسط مع تركيز أكبر على الدراما. في الفترة نفسها، بحلول منتصف القرن الثامن عشر، بدأ نوع آخر باكتساب الشهرة في فرنسا: أوبرا كوميك، التي تتناوب فيها الآريات مع الحوار المنطوق. بحلول عشرينات القرن التاسع عشر، أفسح تأثير جلوكيان في فرنسا المجال أمام أوبرات روسيني. ساعدت أوبرا غيوم تيل الخاصة بروسيني في تأسيس نوع جديد من الأوبرا الكبرى، وهو الشكل الذي كان جياكومو مييربير أشهر مؤسسيه. كما تمتعت الأوبرا الهزلية الأخف بنجاح هائل على أيدي بواديو وأوبيه وهيرولد وآدم. في خضم كل هذا، كافحت أوبرا المؤلف فرنسي المولد هيكتور بيرليوز لتحقيق النجاح. لم يجرِ عرض تحفة بيرليوز الملحمية، ليه تروين، التي تُعتبر تتويجًا لتقليد جلوكيان، بالكامل لما يقرب مئة عام بعد كتابتها.
في النصف الثاني من القرن التاسع عشر، سيطر جاك أوفنباخ على النوع الجديد المُسمى أوبريت بإنتاجه أعمالًا بارعة وساخرة مثل أرفيي أوكس إنفيرس، حقق شارل جونو نجاحًا هائلًا مع أوبرا فاوست؛ كما ألّف جورج بيزيه أوبرا كارمن، التي هي على الأرجح أشهر أوبرا فرنسية على الإطلاق. في الوقت نفسه، كان تأثير ريتشارد فاغنر بمثابة تحدٍ للتقاليد الفرنسية. ربما كان الرد الأكثر إثارة للاهتمام على تأثير فاغنر هي تحفة لكلود ديبوسي بيلاس إت ميليساند (1902). تشمل الأسماء البارزة الأخرى في القرن العشرين رافيل وبولنك ومسيان.

## ولادة الأوبرا الفرنسية: لولي
استُوردت أولى عروض الأوبرا في فرنسا من إيطاليا، بدءًا من أوبرا بيتزا لا فينتا الخاصة بفرانشيسكو ساكراتي عام 1645. لكن، استقبلهما الجمهور الفرنسي بفتور. كان هذا جزئيًا لأسباب سياسية، إذ روجها الكاردينال مازاران إيطالي المولد، الذي كان آنذاك وزيرًا أولًا خلال فترة وصاية الملك الشاب لويس الرابع عشر وكان شخصية غير محبوبة من قبل غالبية المجتمع الفرنسي. لعبت الاعتبارات الموسيقية دورًا أيضًا، إذ كان للبلاط الملكي الفرنسي بالفعل نوع راسخ من الموسيقى المسرحية، باليه دي كور، التي تضمنت أغاني بالإضافة إلى الرقص والمظاهر الفخمة. عندما فشلت مقطوعتا أوبرا إيطاليتان، إكسيرس وإركول أمانتي الخاصتين بفرانشيسكو كافالي، في باريس في عامي 1660 و1662، بدت آفاق ازدهار الأوبرا في فرنسا بعيدة. مع ذلك، فإن الأوبرا الإيطالية حفزت الفرنسيين على الخوض في هذا النوع من الفن الموسيقي، ومن المفارقة أن مؤلفًا إيطاليّ المولد، جان بابتيست لولي، هو الذي أساس تقليدًا أوبراليًا فرنسيًا طويل الأجل.